# Paolo Federico di Württemberg
Paolo Enrico Carlo Federico Augusto di Württemberg (San Pietroburgo, 19 gennaio 1785 – Parigi, 16 aprile 1852) fu un principe del Württemberg.

## Biografia
Paolo Federico era il secondo figlio maschio di Federico I di Württemberg, re di Württemberg dal 1805 al 1816, e della sua prima moglie Augusta di Brunswick-Wolfenbüttel. Sua madre si separò dal marito durante la sua permanenza in Russia alla corte di Caterina II. Augusta morì poi in esilio a Reval (attuale Tallinn, capitale dell'Estonia) nel 1788. Nel 1797 Federico si sposò con Carlotta di Hannover, figlia di Giorgio III d'Inghilterra, e fu lei a supervisionare l'educazione del giovane Paolo e degli altri suoi fratelli, Guglielmo e Caterina, anche se personalmente tendeva a snobbare la personalità di Paolo Federico.
Paolo Federico si sposò con Carlotta di Sassonia-Hildburghausen, ma nel 1815 si trasferì da Stoccarda a Parigi, lasciando la moglie e due figli, ma prendendo la figlia con sé. In Francia egli condusse una vita sommariamente modesta, ma frequentò assiduamente gruppi di intellettuali, tra i quali Georges Cuvier. La famiglia di Paolo Federico, ovviamente, non poteva tollerare questo comportamento da parte sua ed immediatamente gli intimò di fare ritorno entro i confini del Württemberg, ma egli si rifiutò. Fu a Parigi che egli concepì due figlie illegittime (una delle quali, Karolina von Rothenburg, fu un'antenata di Boris Johnson, ex primo ministro britannico).
Poco dopo la morte della prima moglie nel 1847, Paolo Federico si recò in Inghilterra con la sua amante favorita, Magdalena Fausta Angela de Creus (o Creux) y Ximenes, vedova di Sir Sandford Whittingham (1772-1841), e la sposò nella chiesa di San Nicola di Brighton, nel Sussex, il 26 aprile 1848. Ella morì poi a Parigi il 27 dicembre 1852. La loro figlia, Madeleine Ximenes, venne creata contessa di Hohenfelsen e sposò poi il conte di Mentessuy.
Paolo Federico morì a Parigi, all'età di 67 anni, il 16 aprile 1852.

## Matrimoni e figli
Paolo Federico sposò a Ludwigsburg il 28 settembre 1805 la principessa Carlotta di Sassonia-Hildburghausen, che gli diede cinque figli:
- Carlotta (Stoccarda, 9 gennaio 1807-Stoccarda, 2 febbraio 1873),che sposò il granduca Michail Pavlovič Romanov;
- Federico Carlo Augusto (Comburg, 21 febbraio 1808-Stoccarda, 9 maggio 1870);
- Paolo Federico (Stoccarda, 7 marzo 1809-Stoccarda, 28 maggio 1810);
- Paolina Federica Maria (Stoccarda, 25 febbraio 1810-Wiesbaden, 7 luglio 1856), che sposò il duca Guglielmo di Nassau;
- Augusto (Stoccarda, 24 gennaio 1813-Zehdenick, 12 gennaio 1885).

Paolo Federico ebbe inoltre due figli illegittimi da Madeleine Creux, che sposò successivamente a Brighton il 26 aprile 1848:
- Carolina di Rottenburg, che sposò il principe Carlo di Pfeffel;
- Paolina Maddalena (Parigi, 3 marzo 1825-Parigi, 24 febbraio 1905), che sposò Gustavo, conte di Monttessuy.

Suo nipote Guglielmo, figlio di Federico Carlo Augusto, sarebbe divenuto nel 1891 re di Württemberg col nome di Guglielmo II di Württemberg.

## Ascendenza
|                                                      |                                   |                                             | Genitori                                 |  |  | Nonni |  |  | Bisnonni                          |  |  | Trisnonni                               |  |
|                                                      |                                   |                                             |                                          |  |  |       |  |  | Carlo I Alessandro di Württemberg |  |  | Federico Carlo di Württemberg-Winnental |  |
|                                                      |                                   |                                             |                                          |  |  |       |  |  | Carlo I Alessandro di Württemberg |  |  | Federico Carlo di Württemberg-Winnental |  |
|                                                      |                                   | Eleonora Giuliana di Brandeburgo-Ansbach    |                                          |  |  |       |  |  | Carlo I Alessandro di Württemberg |  |  |                                         |  |
| Federico II Eugenio di Württemberg                   |                                   |                                             |                                          |  |  |       |  |  | Carlo I Alessandro di Württemberg |  |  |                                         |  |
|                                                      |                                   | Maria Augusta di Thurn und Taxis            | Anselmo Francesco di Thurn und Taxis     |  |  |       |  |  |                                   |  |  |                                         |  |
|                                                      |                                   | Maria Augusta di Thurn und Taxis            | Anselmo Francesco di Thurn und Taxis     |  |  |       |  |  |                                   |  |  |                                         |  |
|                                                      |                                   | Maria Augusta di Thurn und Taxis            | Maria Ludovica Anna di Lobkowicz         |  |  |       |  |  |                                   |  |  |                                         |  |
| Federico I di Württemberg                            |                                   | Maria Augusta di Thurn und Taxis            |                                          |  |  |       |  |  |                                   |  |  |                                         |  |
|                                                      |                                   | Federico Guglielmo di Brandeburgo-Schwedt   | Filippo Guglielmo di Brandeburgo-Schwedt |  |  |       |  |  |                                   |  |  |                                         |  |
|                                                      |                                   | Federico Guglielmo di Brandeburgo-Schwedt   | Filippo Guglielmo di Brandeburgo-Schwedt |  |  |       |  |  |                                   |  |  |                                         |  |
|                                                      |                                   | Federico Guglielmo di Brandeburgo-Schwedt   | Giovanna Carlotta di Anhalt-Dessau       |  |  |       |  |  |                                   |  |  |                                         |  |
| Federica Dorotea di Brandeburgo-Schwedt              |                                   | Federico Guglielmo di Brandeburgo-Schwedt   |                                          |  |  |       |  |  |                                   |  |  |                                         |  |
|                                                      |                                   | Sofia Dorotea di Prussia                    | Federico Guglielmo I di Prussia          |  |  |       |  |  |                                   |  |  |                                         |  |
|                                                      |                                   | Sofia Dorotea di Prussia                    | Federico Guglielmo I di Prussia          |  |  |       |  |  |                                   |  |  |                                         |  |
|                                                      |                                   | Sofia Dorotea di Prussia                    | Sofia Dorotea di Hannover                |  |  |       |  |  |                                   |  |  |                                         |  |
| Paolo Federico di Württemberg                        |                                   | Sofia Dorotea di Prussia                    |                                          |  |  |       |  |  |                                   |  |  |                                         |  |
|                                                      | Carlo I di Brunswick-Wolfenbüttel | Ferdinando Alberto II di Brunswick-Lüneburg |                                          |  |  |       |  |  |                                   |  |  |                                         |  |
|                                                      | Carlo I di Brunswick-Wolfenbüttel | Ferdinando Alberto II di Brunswick-Lüneburg |                                          |  |  |       |  |  |                                   |  |  |                                         |  |
|                                                      | Carlo I di Brunswick-Wolfenbüttel | Antonietta Amalia di Brunswick-Wolfenbüttel |                                          |  |  |       |  |  |                                   |  |  |                                         |  |
| Carlo Guglielmo Ferdinando di Brunswick-Wolfenbüttel | Carlo I di Brunswick-Wolfenbüttel |                                             |                                          |  |  |       |  |  |                                   |  |  |                                         |  |
|                                                      |                                   | Filippina Carlotta di Prussia               | Federico Guglielmo I di Prussia          |  |  |       |  |  |                                   |  |  |                                         |  |
|                                                      |                                   | Filippina Carlotta di Prussia               | Federico Guglielmo I di Prussia          |  |  |       |  |  |                                   |  |  |                                         |  |
|                                                      |                                   | Filippina Carlotta di Prussia               | Sofia Dorotea di Hannover                |  |  |       |  |  |                                   |  |  |                                         |  |
| Augusta di Brunswick-Wolfenbüttel                    |                                   | Filippina Carlotta di Prussia               |                                          |  |  |       |  |  |                                   |  |  |                                         |  |
|                                                      |                                   | Federico, principe del Galles               | Giorgio II del Regno Unito               |  |  |       |  |  |                                   |  |  |                                         |  |
|                                                      |                                   | Federico, principe del Galles               | Giorgio II del Regno Unito               |  |  |       |  |  |                                   |  |  |                                         |  |
|                                                      |                                   | Federico, principe del Galles               | Carolina di Brandeburgo-Ansbach          |  |  |       |  |  |                                   |  |  |                                         |  |
| Augusta di Hannover                                  |                                   | Federico, principe del Galles               |                                          |  |  |       |  |  |                                   |  |  |                                         |  |
|                                                      |                                   | Augusta di Sassonia-Gotha-Altenburg         | Federico II di Sassonia-Gotha-Altenburg  |  |  |       |  |  |                                   |  |  |                                         |  |
|                                                      |                                   | Augusta di Sassonia-Gotha-Altenburg         | Federico II di Sassonia-Gotha-Altenburg  |  |  |       |  |  |                                   |  |  |                                         |  |
|                                                      |                                   | Augusta di Sassonia-Gotha-Altenburg         | Maddalena Augusta di Anhalt-Zerbst       |  |  |       |  |  |                                   |  |  |                                         |  |
|                                                      |                                   | Augusta di Sassonia-Gotha-Altenburg         |                                          |  |  |       |  |  |                                   |  |  |                                         |  |